# I soliti accordi
I soliti accordi è il sedicesimo album in studio di Enzo Jannacci, pubblicato nel 1994, e prodotto da Giorgio Cocilovo.

## Il disco
L'album porta il titolo del brano con il quale Jannacci nello stesso anno ha partecipato, per la terza volta, al Festival di Sanremo, duettando per l'occasione con Paolo Rossi. La canzone gioca sul doppio significato del nome, che può riferirsi sia agli accordi musicali, sia agli accordi (della "solita orchestra") tra i politici della classe dirigente, nell'occhio del ciclone in quegli anni per i postumi di Tangentopoli. Viene fatta una chiara allusione anche al nascente partito Forza Italia: il verso che conteneva il nome fu taciuto, su espressa richiesta, durante le esecuzioni del Festival, modificato ironicamente in Forza Thailandia oppure anche in "Viva Baudo!" (conduttore di quella edizione).
Il primo furto non si scorda mai era già parte della discografia del primo Jannacci, presente tra l'altro nell'album Enzo Jannacci in teatro. Altri brani risalgono al suo repertorio teatrale, ed al sodalizio con Dario Fo: Tutti gli uomini del re e Il bonzo, quest'ultima riadattata al momento presente con un riferimento preciso allo scandalo degli emoderivati che interessò Duilio Poggiolini.
Per la moto non si dà, scritta anch'essa in coppia con Dario Fo, risale al 1976, ed è la parodia de "Il tempo di morire" di Lucio Battisti. In questa versione, con un cameo in rap di Lucia Vasini, viene parodiato anche un successo di Jovanotti, Non m'annoio, in quanto anche il rapper aveva scritto una canzone sul tema, La mia moto.
"Occhi di soldato" partecipò a Una canzone per le vacanze, con scarso, anzi nullo, successo.
"Diagonale" è una canzone che parla del mondo visto dalla prospettiva di un dottore, ovvero Jannacci stesso.

## Tracce
1. I soliti accordi (testo: Enzo Jannacci, Paolo Rossi – musica: Enzo Jannacci)
2. Il primo furto non si scorda mai (testo: Dario Fo – musica: Enzo Jannacci)
3. Io ero quello là (testo: Enzo Jannacci – musica: Enzo Jannacci)
4. Diagonale (testo: Enzo Jannacci – musica: Enzo Jannacci, Giorgio Cocilovo)
5. Il bonzo (testo: Dario Fo, Cochi Ponzoni – musica: Cochi Ponzoni)
6. Per la moto non si dà (testo: Dario Fo – musica: Enzo Jannacci)
7. E adesso (testo: Enzo Jannacci – musica: Enzo Jannacci)
8. Parlare col liquido (testo: Enzo Jannacci – musica: Enzo Jannacci)
9. Occhi di soldato (testo: Enzo Jannacci – musica: Enzo Jannacci)
10. Tutti gli uomini del re (testo: Dario Fo – musica: Enzo Jannacci)
11. L'uomo di gesso (testo: Enzo Jannacci – musica: Enzo Jannacci)

## Formazione
- Enzo Jannacci – voce, fisarmonica, pianoforte
- Giorgio Cocilovo – chitarra, programmazione
- Paolo Jannacci – pianoforte, programmazione, sintetizzatore, tastiera, battito di mani, tamburello, fisarmonica
- Walter Tesoriere – programmazione
- Danilo Riccardi – pianoforte, Fender Rhodes
- Franco Testa – basso, contrabbasso
- Pacho – percussioni
- Paolo Costa – basso
- Lele Melotti – batteria
- Annarita Fiorello – fagotto
- Demo Morselli – tromba, flicorno
- Davide Ghidoni – tromba
- Mauro Parodi – trombone
- Claudio Pascoli – sassofono baritono, sassofono tenore
- Nicola Zuccalà – clarinetto
- Amedeo Bianchi – sax contralto, sassofono tenore
- Stefano De Maco, Moreno Ferrara, Silvio Pozzoli – cori